# アカバナ属
アカバナ属（アカバナぞく、学名：Epilobium 、漢字表記：赤花属、赤葉菜属）は、アカバナ科の属の1つ。

## 特徴
一年草または多年草でまれに低木状になる。葉は単葉で、互生または対生する。花は両性で、紅色から白色、上部の葉腋に単生するか頂生する。萼片と花弁は4個あり、雄蕊は8個でうち4個が長い。子房は下位で、花の基部に花柄状につく。花柱は1個で柱頭は4裂するか、球状または棍棒状になる。果実は細長い4稜形の蒴果になり、4室あり、先端から裂開する。1室に多数の種子がある。

## 分布
日本に12種あり、数種の帰化種がある。世界の温帯から寒帯に約215種分布する。

## 種

### 日本に分布する種
柱頭（雌蕊の先端）が4裂するもの
- オオアカバナ Epilobium hirsutum L. - 茎の高さは1.5mにもなり、多くの枝を分け、長い軟毛と短い腺毛が密生する。葉は長楕円形から長楕円状披針形。柱頭は4裂する。湿った草原、川岸や谷間の湿地などに生育する。本州の中部地方以北にまれにあり、ユーラシア、北アフリカの温帯に広く分布する[3]。絶滅危惧II類(VU)（2017年、環境省）。
- エゾアカバナ Epilobium montanum L. - 茎の高さは20-100cmになり、多くの枝を分け、曲がった細毛が生える。葉は卵状披針形から卵形。柱頭は4裂する。全体の印象はカラフトアカバナに似る。湿った裸地に生育する。南千島、北海道、本州の中部地方以北、ヨーロッパ、北アフリカ、西アジア、シベリア、樺太に分布する[3]。

柱頭が球状のもの
- ケゴンアカバナ Epilobium amurense Hausskn. - 茎の高さは20-50cmになり、2列の稜線上に短い伏毛がある。葉は長楕円形から楕円形。柱頭は球状になる。亜高山帯の渓流沿いや乾いた斜面に生育する。南千島、北海道、本州、四国、樺太、ハバロフスク地方、カムチャツカ半島、千島列島、アムール州、沿海地方、朝鮮半島、台湾、中国大陸、ヒマラヤに分布する[3]。
  - イワアカバナ Epilobium amurense Hausskn. subsp. cephalostigma (Hausskn.) C.J.Chen, Hoch et P.H.Raven - 茎の高さは25-100cmになり、上部で枝を分け、ふつう茎全体に毛があり、ときに無毛で2稜がある。葉は長楕円形から長楕円状披針形。柱頭は球状になる。基本種のケゴンアカバナに似るが全体に大きい。山間の渓流沿いややや乾いた斜面に生育する。南千島、北海道、本州、四国、九州、アムール州、沿海地方、朝鮮半島、中国大陸などに分布する[3]。

柱頭が棍棒状で、茎に稜線が無いのもの
- エダウチアカバナ Epilobium fastigiatoramosum Nakai - 茎の高さは10-50cmになり、稜線は無く、曲がった細毛があり、多く枝を分け、葉は狭長楕円形から長楕円状披針形。柱頭は棍棒状になる。ホソバアカバナの葉が広い個体に似る。湿原に生育する。北海道にまれ、アムール州、沿海地方、モンゴル、朝鮮半島北部、中国大陸東北部に分布する[3]。絶滅危惧IA類(CR)（2017年、環境省）。
- ヒメアカバナ Epilobium fauriei H.Lév. - 茎の高さは3-25cmになり、稜線は無く、全体に短毛があり、枝は分けない。葉は線形から線状長楕円形、縁に1-4対の鋸歯がある。柱頭は棍棒状になる。秋の終わりに葉腋にむかごをつける。高山の砂礫地に生育する。北海道、本州（伯耆大山が南限）、千島列島、カムチャツカ半島に分布する[3]。
- ホソバアカバナ Epilobium palustre L. - 茎の高さは10-80cmになり、稜線は無く、全面に短毛があり、ときに枝を分け、葉は線形から線状披針形。柱頭は棍棒状になる。湿原に生育する。南千島、北海道、本州の中部地方以北、ユーラシア、北アメリカの温帯に広く分布する[3]。
- トダイアカバナ Epilobium platystigmatosum C.B.Rob. - 茎の高さは10-70cmになり、稜線は無く、全体に曲がった毛があり、多く枝を分ける。葉は線形から披針形。柱頭は太い棍棒状かほぼ球状になる。深山の湿った裸地に生育する。本州（神奈川県以西）、四国、九州（宮崎県）、朝鮮半島南部、台湾、中国大陸南部、フィリピンに分布する[3]。絶滅危惧II類(VU)（2017年、環境省）。
- アカバナ Epilobium pyrricholophum Franch. et Sav. - 茎の高さは15-90cmになり、稜線は無く、短い腺毛があり、上部で枝を分け、葉は卵状から卵状披針形。柱頭は棍棒状になる。山野の水湿地に生育する。南千島、北海道、本州、四国、九州、沿海地方、樺太、千島列島、朝鮮半島、中国大陸に分布する[3]。

柱頭が棍棒状で、茎に稜線があるもの
- アシボソアカバナ Epilobium anagallidifolium Lam. - 茎の高さは3-15cmになり、2列の稜線に曲がった細毛が生える。葉は下部のものは楕円形で対生し、上部にものは披針形で互生し、縁は全縁か上部のものにまばらな細鋸歯がある。萼にほとんど毛が無く、柱頭は棍棒状になる。花柄に短毛があり、果時に1-4cmに伸びる。果実は長さ1.7-3.6cmになり、無毛か細毛がまばらに生える。種子に乳頭状突起がある。高山の雪田などや渓流沿いなどの湿った場所に生育し、しばしば株状になる。南千島、北海道、本州の中部地方以北、北半球の周極地域に広く分布する[3]。
- カラフトアカバナ Epilobium ciliatum Raf. subsp. ciliatum - 茎の高さは25-90cmになり、稜線上に曲がった短毛があり、枝を分け、葉は線状披針形、卵状披針形から長楕円状披針形。柱頭は棍棒状になる。山野のやや湿った裸地に生育する。南千島、北海道、本州の中部地方以北、朝鮮半島、中国大陸、アムール州、沿海地方、ハバロフスク地方、樺太、カムチャツカ半島、北アメリカに分布する[3]。
- ミヤマアカバナ Epilobium hornemannii Rchb. - 茎の高さは5-25cmになり、稜線上に曲がった白毛が生える。茎の下部には小型の葉が対生し、中部の葉は長卵形になり、縁に低鋸歯がある。萼に腺毛があり、柱頭は棍棒状になる。花柄と果実に腺毛があり、果実は長さ4-6cm、果柄は長さ8-20mmになる。種子に乳頭状突起がある。高山や亜高山の渓流のふちに生育し、しばしば株状になる。南千島、北海道、本州の中部地方以北、北半球の周極地域に広く分布する[3]。
- シロウマアカバナ Epilobium lactiflorum Hausskn. - 茎の高さは5-30cmになり、稜線上に白毛と腺毛が生える。葉は長楕円形から卵状披針形で、縁に細鋸歯がある。萼に密に腺毛があり、柱頭は棍棒状になる。果実は長さ2-5cmで毛はほとんど無く、果柄は長さ1.5-3cmになる。ミヤマアカバナによく似るが、種子に乳頭状突起がない。高山の雪田などの湿地に生育し、茎は1本立ちし、しばしば株状になる。北海道、本州の中部地方、ユーラシア、北アメリカの高山に広く分布する[3]。

### 帰化種、国外の主な種
- タイワンアカバナ Epilobium brevifolium D.Don subsp. trichoneurum (Hausskn.) P.H.Raven
- オオチシマアカバナ Epilobium ciliatum Raf. subsp. glandulosum (Lehm.) Hoch et P.H.Raven
- ノダアカバナ Epilobium coloratum Biehler - 帰化種。北アメリカ原産で、本州の東北地方南部と関東地方の低湿地に帰化する[3]。
- ゴウカンアカバナ Epilobium hohuanense S.S.Ying
- モウコアカバナ Epilobium minutiflorum Hausskn.
- タイリンアカバナ Epilobium nankotaizanense Yamam.
- チゴアカバナ Epilobium palustre L. var. fischerianm Hausskn.
- ムクゲアカバナ（ススヤアカバナ） Epilobium parviflorum Schreb. - 帰化種。ユーラシアの温帯に広く分布し、日本では本州の中部地方以北の低湿地に帰化する[3]。
- タイワンミヤマアカバナ Epilobium taiwanianum C.J.Chen, Hoch et P.H.Raven

なお、かつてはヤナギランを本属に含めた。